# Appellate Division Courthouse of New York State
Le Appellate Division Courthouse of New York State (en français : Division d'Appel de la Cour suprême de l'État de New York) est un palais de justice historique situé au 35 East 25th Street à l'angle de Madison Avenue, en face de Madison Square Park, à Manhattan, à New York. Le bâtiment a trois étages, avec un sous-sol; l'entrée centrale fait face à la 25th Street . 

## Histoire
Avant la construction du palais de justice, la division d'appel du premier département de la Cour suprême de l'État de New York avait occupé des logements loués sur la Cinquième Avenue et la 19e rue. Les plans du nouveau bâtiment ont été déposés pour la première fois en 1896. Les plans de construction ont été approuvés conjointement en juin 1896 par les commissaires du fonds d'amortissement de la ville et les juges de la division d'appel. 
La division d'appel du premier département a officiellement pris possession du nouveau palais de justice le 2 janvier 1900,. Le budget pour la construction de l'immeuble était de 700 000 $, mais seulement 633 768 $ ont été dépensés. 

## Extérieur
Le palais de justice est de style Beaux-Arts en marbre, dans le style d'une maison de campagne anglaise du XVIIIe siècle. Il a été conçu par James Brown Lord et construit en 1896-1899 . Il est considéré comme un exemple exceptionnel du mouvement City Beautiful. Quelque 25 % du coût a été dépensé pour la sculpture, une somme énorme à l'époque  . Au moment de sa construction, l'American Architect and Building News a prédit que « le reste du pays enviera New York de la possession de cet immeuble ». En 1900, Charles DeKay a écrit dans The Independent que le palais de justice « brille comme un cercueil en ivoire parmi les boîtes d'érable ordinaire ». 
L'extérieur présente des sculptures en marbre blanc sur des sujets liés au droit ,La Paix de Karl Bitter est le groupe central de la balustrade de Madison Square. Daniel Chester French a réalisé le groupe central Justice de la 25th Street . La justice est flanquée de Power and Study, également de French . 
Seize sculpteurs ont travaillé sur le palais de justice, tous membres de la National Sculpture Society alors nouvellement formée . En 1928, le New Yorker qualifia le bâtiment de « petit palais de justice d'appel plutôt agréable avec sa parure ridicule de statuaire mortuaire ».  
Le Triomphe du droit de Charles Henry Niehaus, décrit comme un « groupe pédestre géant » sur « un écran de six colonnes corinthiennes, s'élevant de plusieurs groupes de sculptures allégoriques », fait face à la 25th Street . Thomas Shields Clarke a sculpté un groupe de quatre cariatides féminines sur le front de Madison Avenue, au troisième étage, représentant les saisons ; L'été tient une faucille et une gerbe de blé. 
Sur le toit, il y a des sculptures à une seule figure debout, représentant des législateurs historiques, religieux et légendaires. Ces statues sont de la même hauteur et proportion, et apparaissent avec divers attributs associés à la loi, tels que livre, parchemin, tablette, épée, charte ou sceptre . La première statue du côté de Madison Avenue est Confucius de Philip Martiny, avec le groupe Peace de Karl Bitter au milieu et Moïse de William Couper à l'autre bout. Face au sud de la  le 25th rue se trouve l'oeuvre d'Edward Clark Potter Zoroastre  . Le suivant de ce côté est Alfred le Grand de Jonathan Scott Hartley, suivi du Lycurgue de George Edwin Bissell et du Solon d'Herbert Adams. À côté de Solon se trouve le jeu de sculptures Justice de French (décrit ci-dessus), puis trois autres statues: Saint Louis de John Talbott Donoghue, Manu de Henry Augustus Lukeman et Justinien de Henry Kirke Bush-Brown. Au niveau de la rue, « deux piédestaux tenant deux figures monumentales assises » de Sagesse et Force par Frederick Ruckstull (en) flanquent des escaliers menant à un portique , . 
L'extérieur du bâtiment a été désigné monument de New York en 1966. 

## Mémorial de l'Holocauste
Le côté du bâtiment sur Madison Avenue contient un mémorial de l'Holocauste par Harriet Feigenbaum. 

## Intérieur
L'intérieur du palais de justice a été désigné monument de la ville de New York en 1981 et a été ajouté au registre national des lieux historiques en 1982. Le bâtiment a été restauré en 2000 par le cabinet d'architectes Platt Byard Dovell White.  

## Galerie

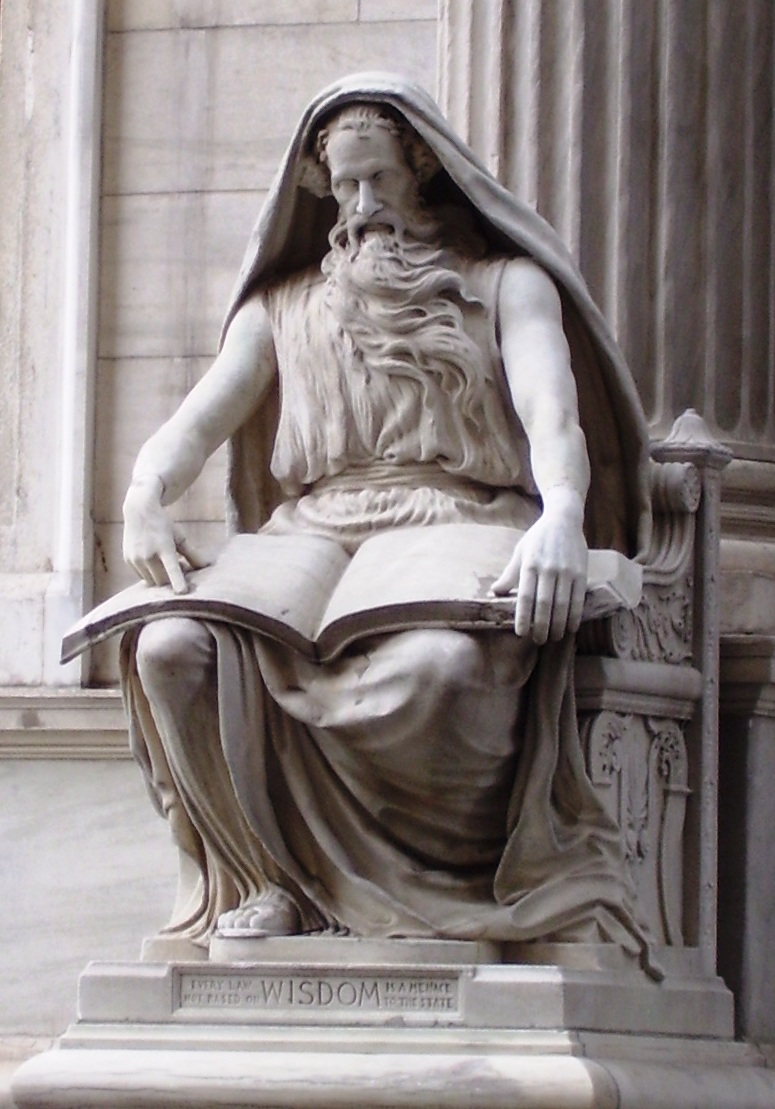
La sagesse de Frederick Ruckstuhl
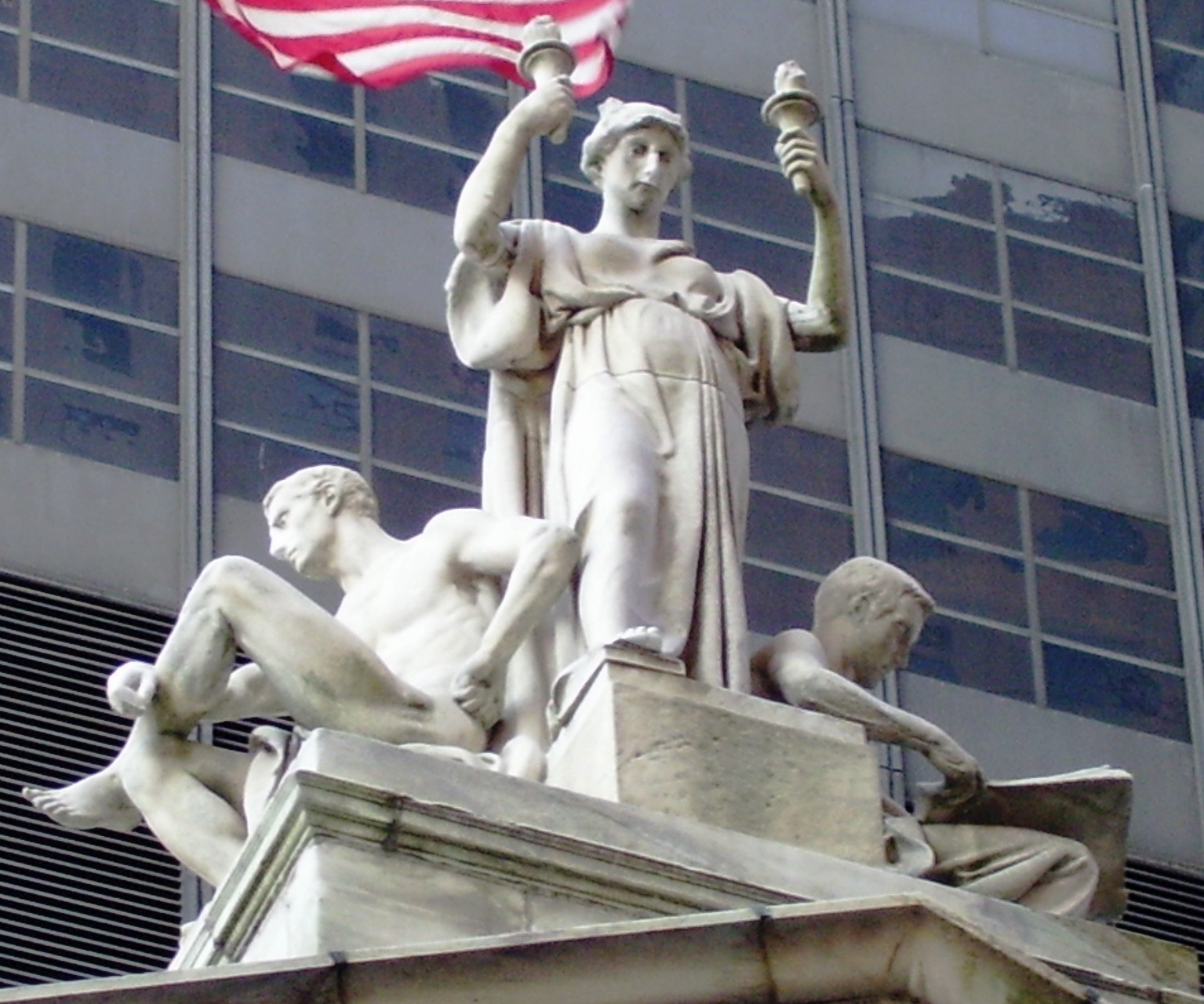
Daniel Chester French :  Justice
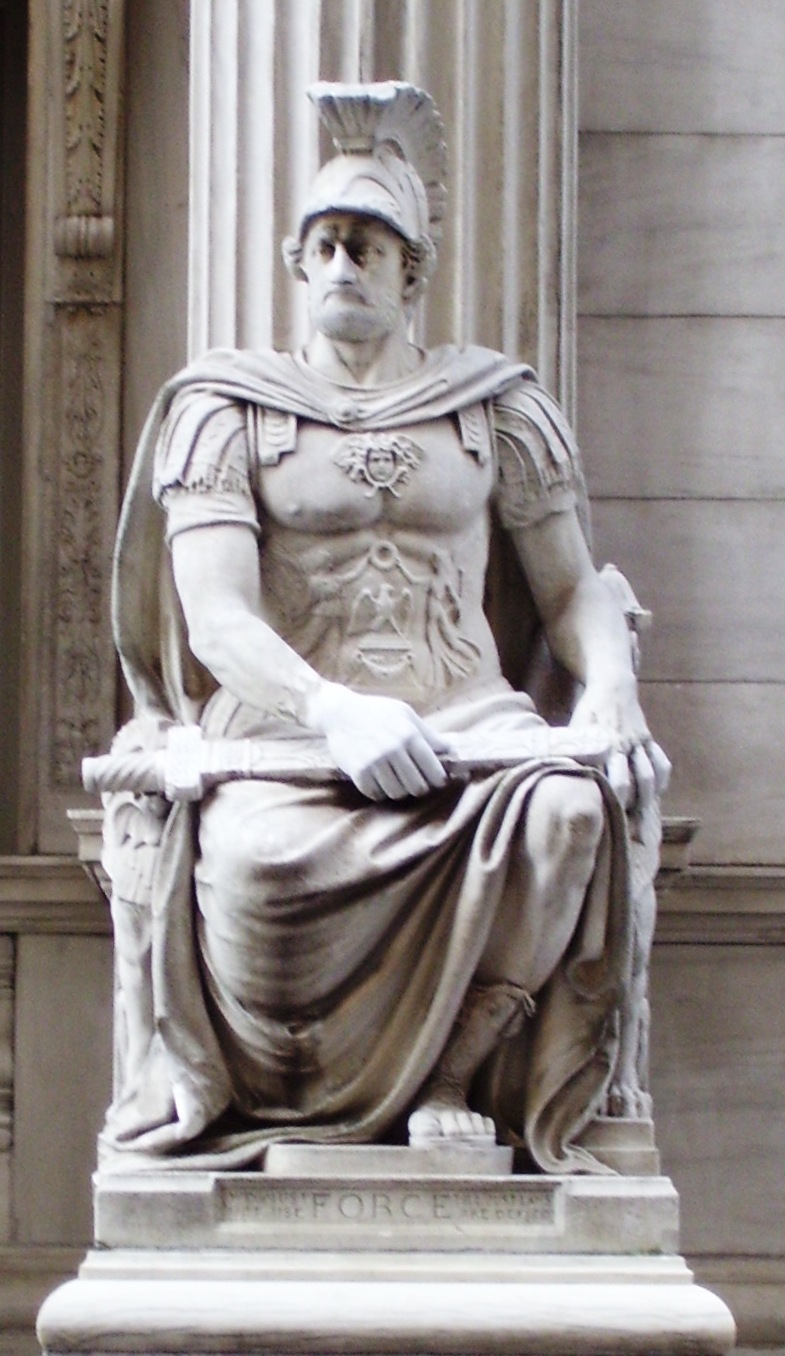
Force de Ruckstuhl

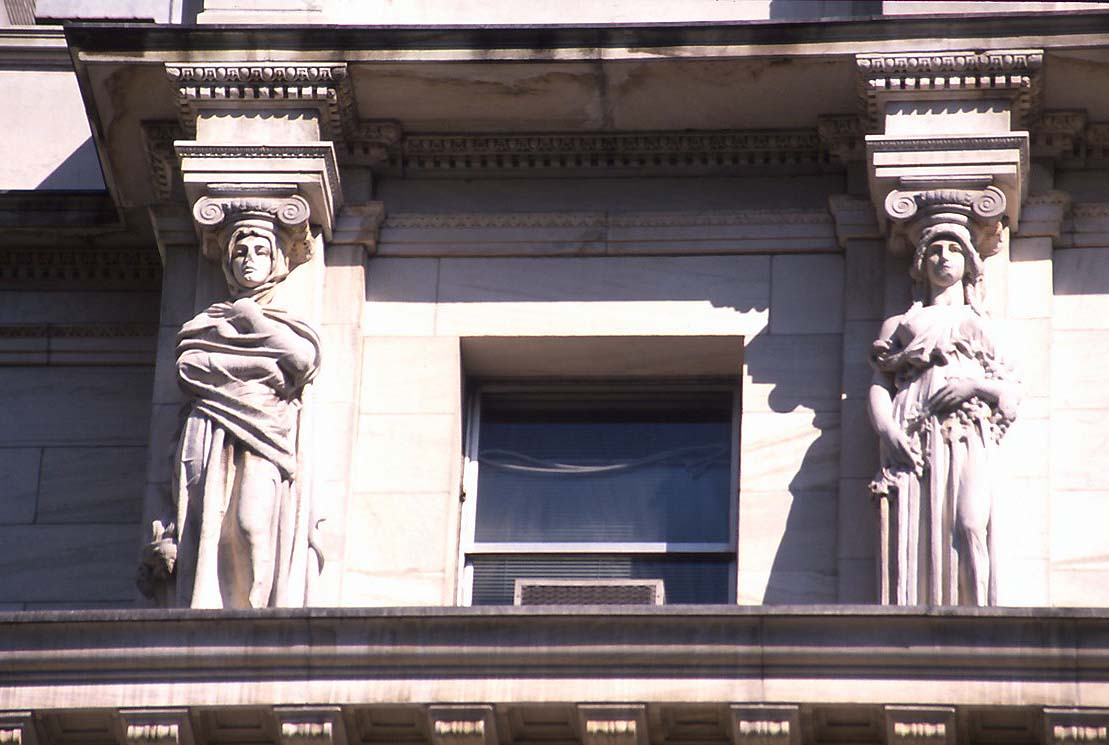
Les Caryatides des saisons de Thomas Shields Clarke